# 앨빈 요크

앨빈 요크

앨빈 요크(Alvin Cullum York, 1887년 12월 13일 ~ 1964년 12월 13일) 또는 요크 상사(Sergeant York)는 제1차 세계 대전의 미국 육군 병사들 가운데 한 명이었다. 그는 최소 기관총 한 대를 빼앗고 최소 25명의 적군을 사살하고 132명을 포획하는 등 독일군 기관총 소굴을 공격하는데 앞장선 공로로 명예 훈장을 받았다.
요크는 테네시주에서 태어났다. 부모는 농삿일을 했으며 아버지는 대장장이로 일했다. 11살에 요크는 사냥, 노동을 포함하여 가족을 도와야 했기 때문에 학업은 최소한으로 하였다. 아버지가 사망한 이후 요크는 자기보다 어린 형제자매를 보살폈고 벌목과 공사일을 했다. 일반적인 교회 신자였지만 요크는 술을 많이 마셨고 주먹싸움을 하는 경향이 있었다. 1914년 CCCU(Churches of Christ in Christian Union)에 더 헌신했다. 요크는 제1차 세계 대전에 징집되었다. 처음에는 종교적 이유로 양심적 병역 거부를 주장하였다. 그의 종교가 군복무와 맞지 않다는 것을 설득한 요크는 제82공수사단에서 보병으로 복무하였고 1918년 프랑스로 갔다.

## 참고 문헌
- Birdwell, Michael E. (1999). 《Celluloid Soldiers: The Warner Bros. Campaign against Nazism》. New York, N.Y.: New York University Press. ISBN 0-8147-9871-3.
- Capozzola, Christopher (2008). 《Uncle Sam Wants You: World War I and the Making of the Modern American Citizen》. New York, N.Y.: Oxford University Press. ISBN 978-0-19-533549-1.
- Lee, David D. (1985). 《Sergeant York: An American Hero》. Lexington, Ky.: University Press of Kentucky. ISBN 0-8131-1517-5.
- Mastriano, Douglas V. (2014). 《Alvin York: A New Biography of the Hero of the Argonne》. University Press of Kentucky. ISBN 9780813145198. OCLC 858901754.
- Perry, John (1997). 《Sgt. York: His Life, Legend & Legacy》. B&H Books. ISBN 0-8054-6074-8.
- Toplin, Robert Brent (1996). 《History by Hollywood: The Use and Abuse of the American Past》. Chicago, Ill.: University of Illinois Press. ISBN 0-252-02073-1.
- Wheeler, Richard, 편집. (1998). 《Sergeant York and the Great War》. Bulverde, Tex.: Mantle Ministries. ISBN 1-889128-46-5.
- Williams, Gladys. “Alvin C. York”. York Institute. 2005년 3월 26일에 원본 문서에서 보존된 문서. 2010년 8월 31일에 확인함.